# Łysków (Białoruś)
Łysków, Łyskowo (biał. Лы́скава, Лы́скаў, ros. Лысково) – agromiasteczko na Białorusi położone w obwodzie brzeskim, w rejonie prużańskim.
W okresie II Rzeczypospolitej w województwie białostockim, w powiecie wołkowyskim. Siedziba wiejskiej gminy Łysków. W 1921 roku miejscowość liczyła 899 mieszkańców, w 2009 roku liczyła 357 mieszkańców.

## Historia
W przeszłości miasteczko należące do rodziny Bychowców. Od 1527 do 1839 znajdował się tu klasztor Misjonarzy, rozbudowany w XVIII w. w stylu baroku wileńskiego. W 1841 kościół klasztorny został zamieniony na cerkiew. W dwudziestoleciu międzywojennym po 1921 roku przywrócony do dawnej funkcji jako kościół rzymskokatolicki, po II wojnie światowej, około 1960 roku, został porzucony i zdewastowany.
Na cmentarzu przykościelnym znajduje się grób Franciszka Karpińskiego, polskiego poety okresu oświecenia, autora min. poematu Laura i Filon i znanych pieśni religijnych min. Kiedy ranne wstają zorze, Wszystkie nasze dzienne sprawy, Bóg się rodzi – moc truchleje. Grobowiec ma kształt wielokrotnie zmniejszonej wiejskiej chaty. W szczycie tablica z płaskorzeźbą półpostaci, pod nią napis: Oto mój dom ubogi, pod nim Franciszek Karpiński * 1741–1825 * Poeta. Grobowiec zastąpił pierwotnie postawiony głaz marmurowy tylko z napisem Oto mój dom ubogi.
W Łyskowie znajduje się również parafialna cerkiew prawosławna w stylu zakarpackim z 1933.
Miejsce urodzenia Jewno Azefa i Izraela Szochata.

## Galeria

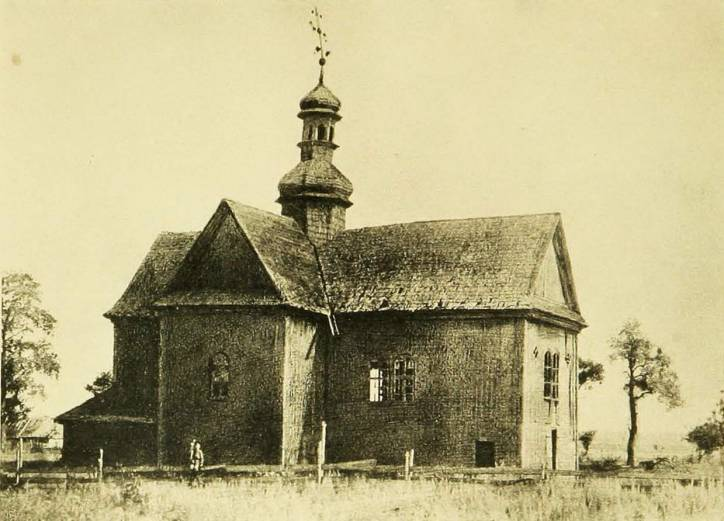
Cerkiew greckokatolicka rozebrana przez Rosjan w 1897 roku
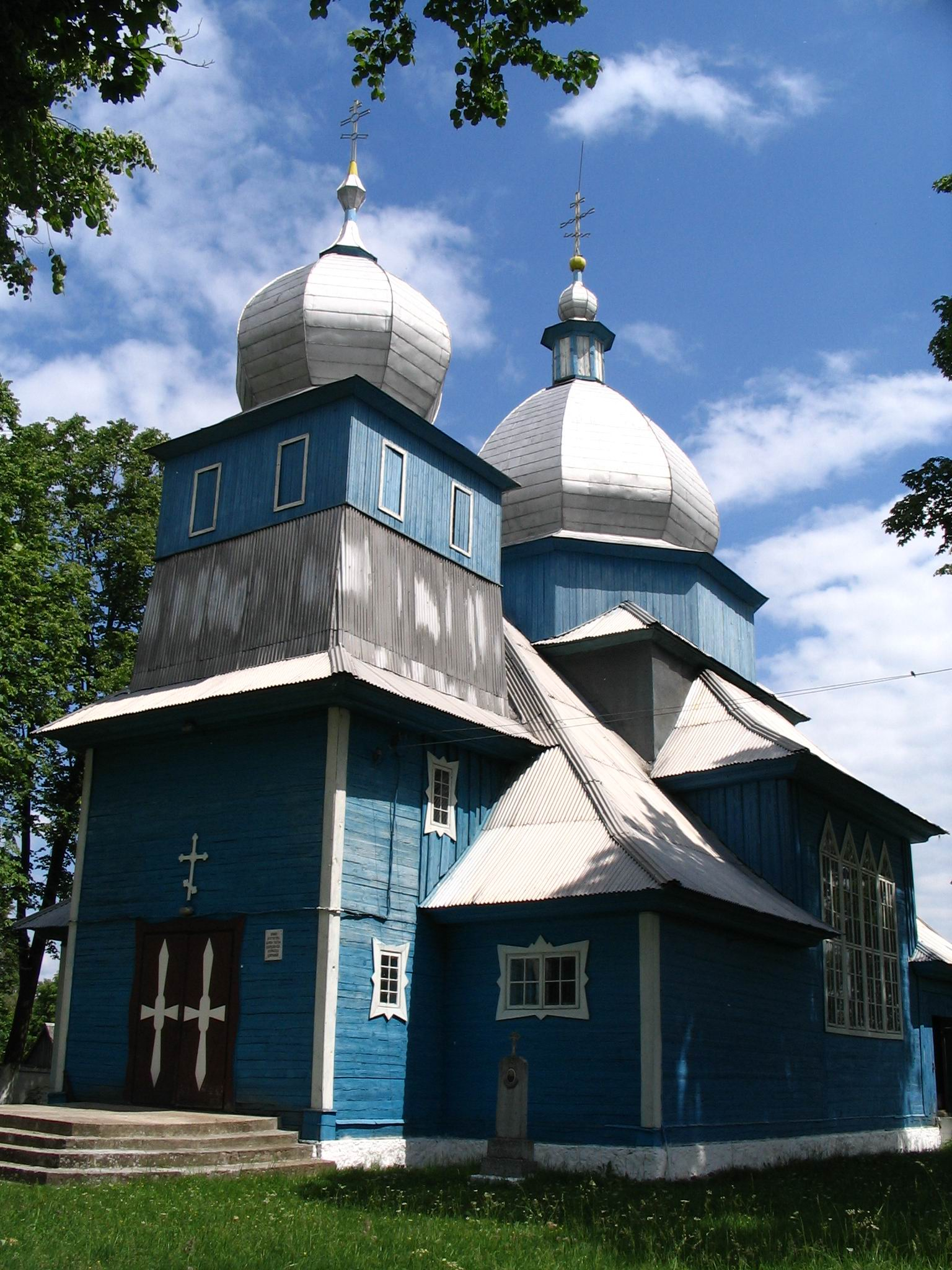
Cerkiew Narodzenia Matki Bożej
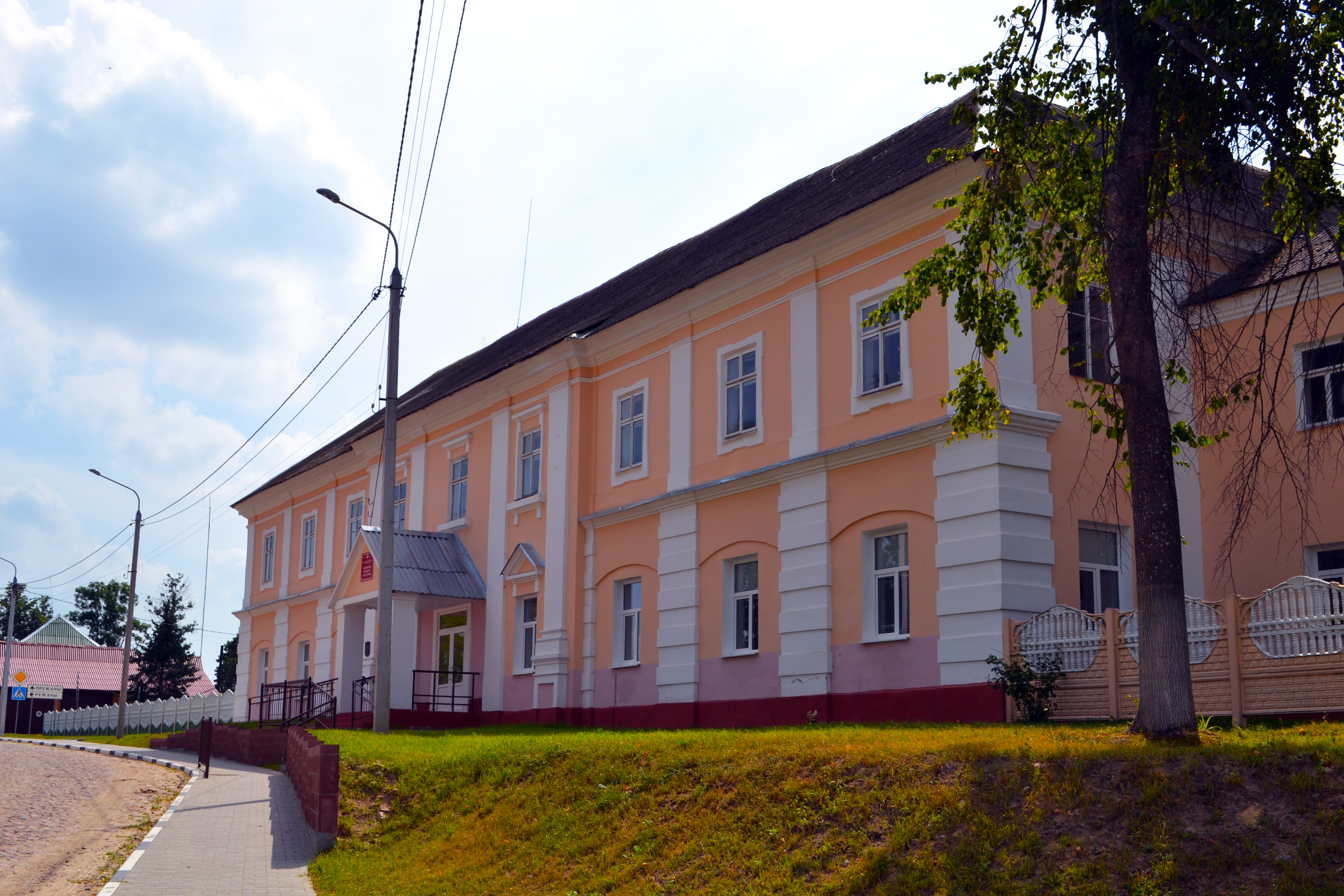
Dawny budynek klasztoru Misjonarzy
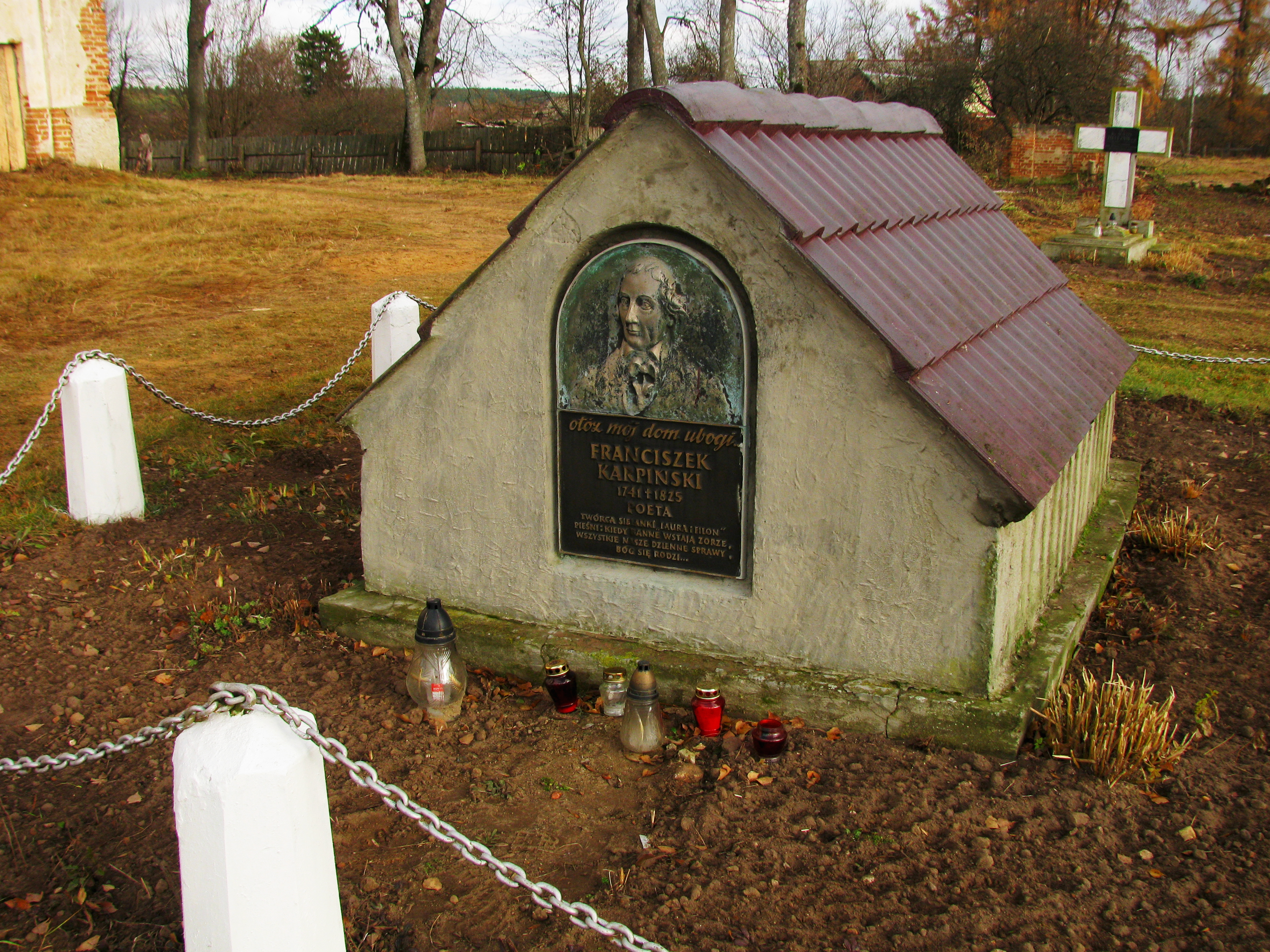
Grób Franciszka Karpińskiego